# Russische Eier

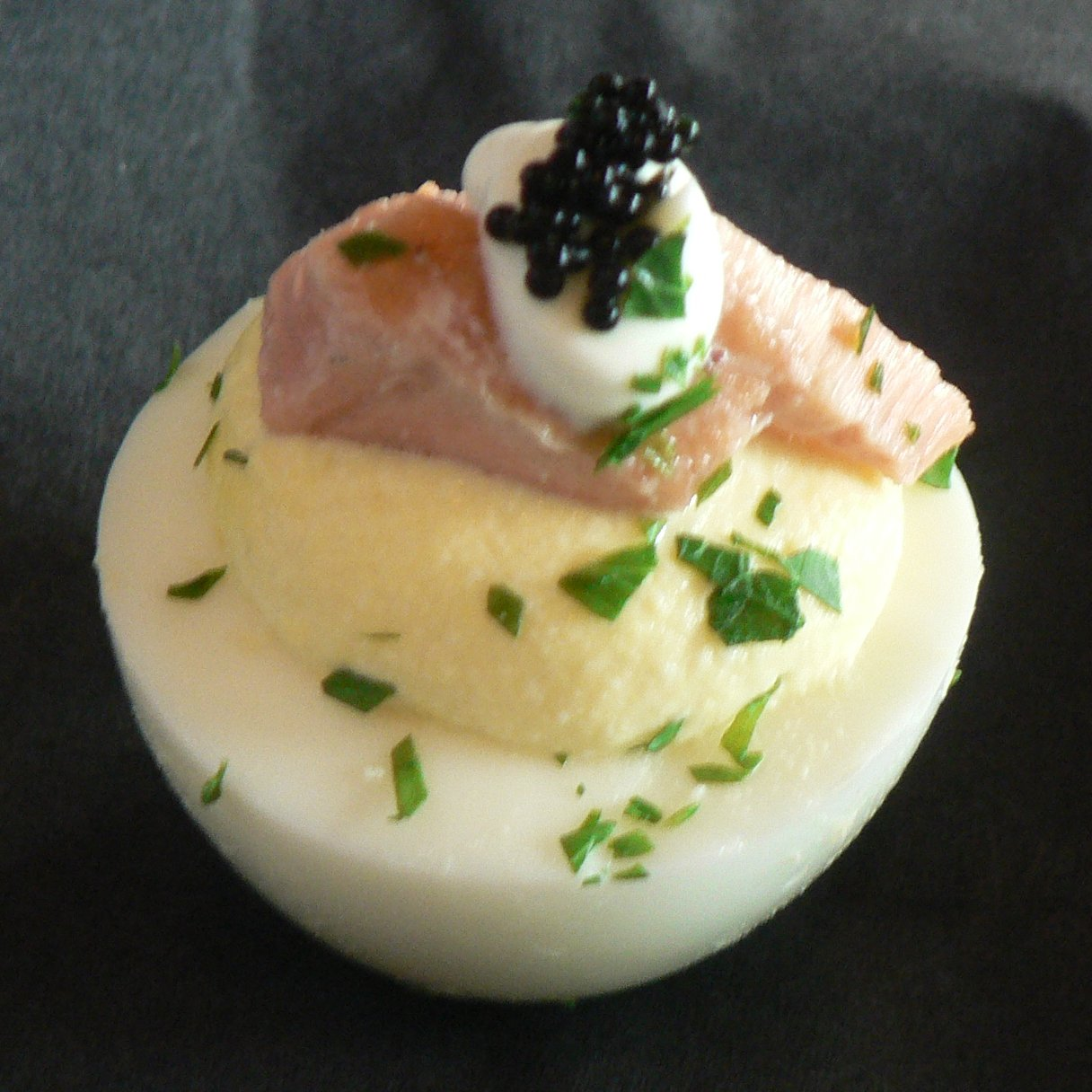
Russisches Ei, klassisch zubereitet

Russische Eier, auch Russisch-Ei, sind eine Vorspeise aus gefüllten Eiern. Sie gehört zur Kalten Küche.
Russische Eier sind keine Mayonnaise-Eier im engeren Sinne. Aus den halbierten hartgekochten Eiern werden die Dotter entnommen und daraus eine pikante cremige Fülle bereitet, mit der man die Eihälften füllt und mit Kaviar verziert. Eine Variante besteht aus halbierten hartgekochten Eiern, die auf einen Sockel aus Blattsalat gesetzt und mit einer dicken Mayonnaise-Sauce überzogen werden, dann mit Kaviar und Sardellenringen garniert. Alternativ mit Lachsröllchen und Tomatenscheiben als Garnitur.
Eine klassische Variante besteht aus halbierten Eiern garniert mit Remoulade, worauf etwas Kaviar gesetzt wird. Auf dieser Zutat basiert vermutlich der Name. Bei den meisten anderen Varianten wird das Eigelb durch ein Sieb gestrichen und mit würzigen Zutaten wie Senf, Mayonnaise, Sardellen, Kapern, Kräutern usw. vermengt und wieder auf das Eiweiß gesetzt.
Regional üblich ist es auch, mit Mayonnaise und Kaviar (bzw. Rogen anderer Fische) bedeckte Eihälften auf Kartoffelsalat zu setzen und alles mit Häufchen von Fleischsalat, Lachs (bzw. Lachsersatz) oder Lachshäckerle und rotem Heringssalat zu garnieren. Russische Eier können auch in Aspik eingelegt sein und werden als industriell hergestellte Fertigware in dieser Form verkauft.

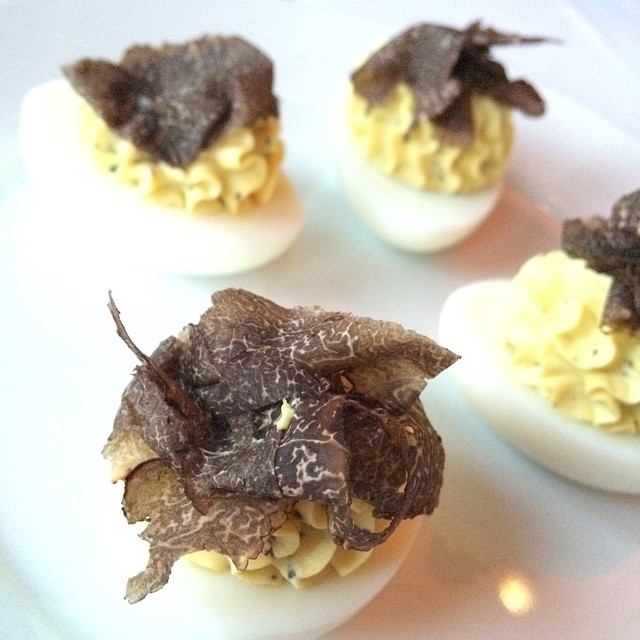
Russisches Ei mit Scheiben schwarzem Trüffel
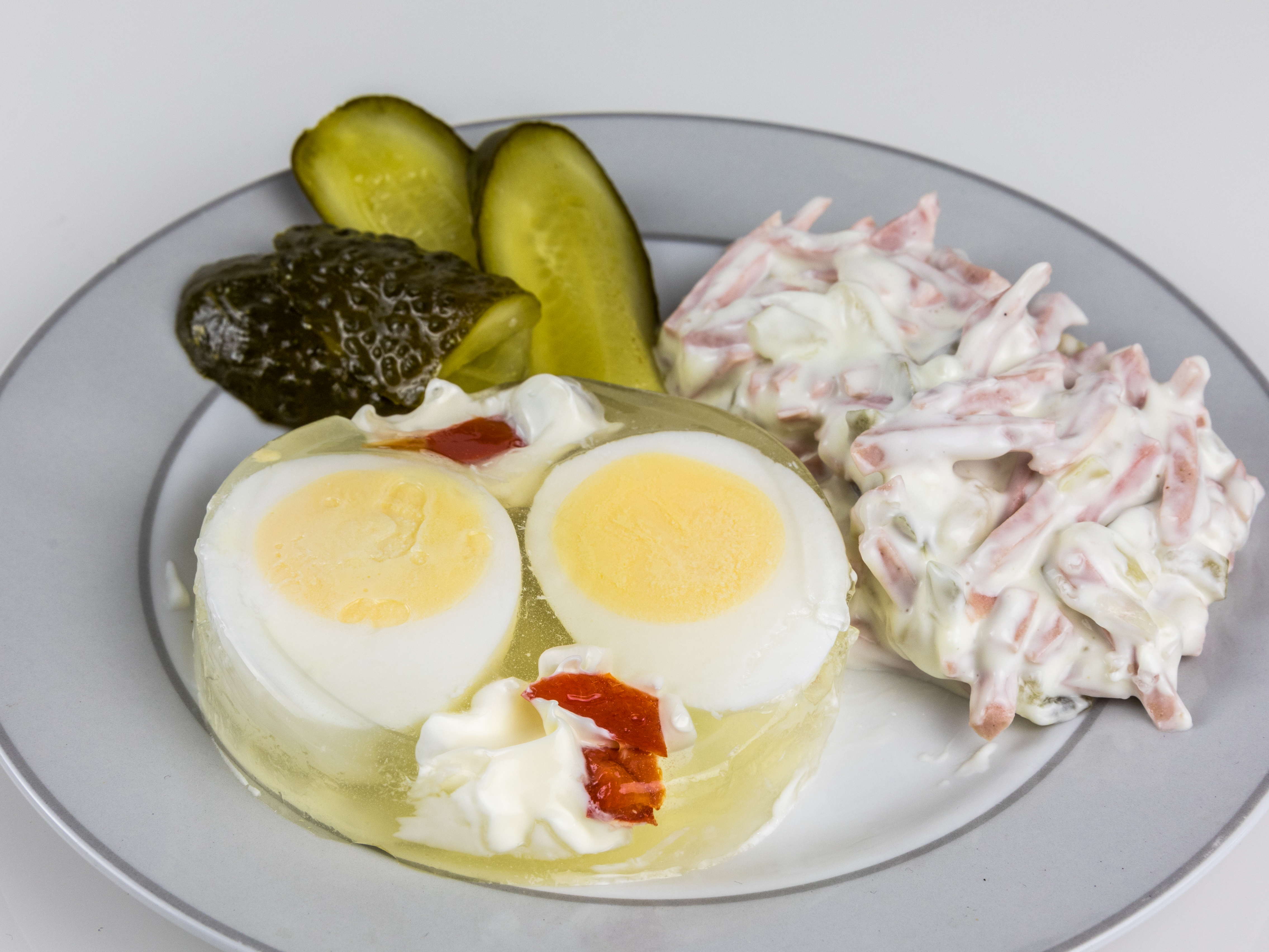
Russisches Ei in Aspik an Fleischsalat
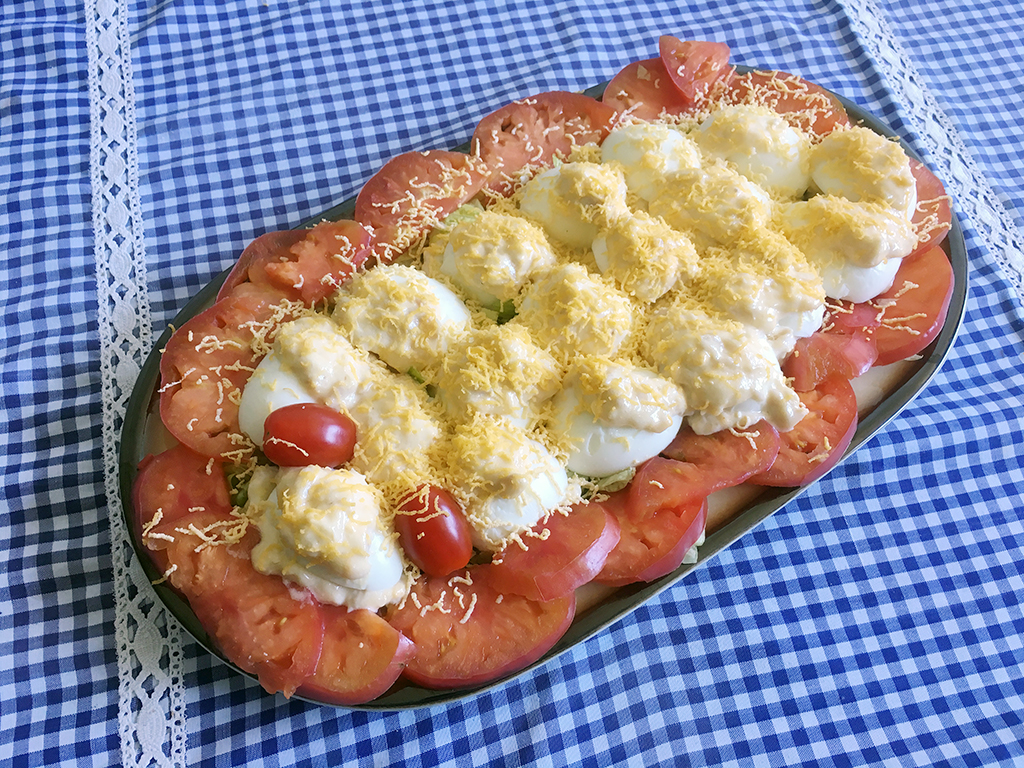
Gefüllte Eier

In Henriette Davidis’ Praktischem Kochbuch von 1845 findet sich ein einfacheres Rezept: „Hart gekochte Eier werden zum Erkalten in kaltes Wasser gelegt, danach abgeschält und unzerteilt in eine Salatschüssel getan, wo man sie mit Remouladensauce übergießt, die man mit Schnittlauch gewürzt hat.“

## Feinkost im Supermarkt
Bei den im Supermarkt zu kaufenden Varianten von Feinkostherstellern wird ein gekochtes Ei halbiert. Dazu kommt eine Garnitur aus zum Beispiel Paprika oder Oliven. Dies wird mit Aspik übergossen und mit Fleischsalat überdeckt.